# Oligomeer
Een oligomeer is in de scheikunde een chemische verbinding die uit een klein aantal (maar meer dan één) eenheden of monomeren bestaat. Oligos staat in het Grieks voor een klein aantal, en meros voor deel. 
Oligomeren van suikers (oligosachariden) dienen er in het lichaam toe om cellen te kunnen herkennen. Zo kunnen de veroorzakers van infectieziekten worden herkend aan hun suiker-oligomeren, maar ook bloedgroepen verschillen in de suiker-oligomeren op de buitenkant van het celmembraan van rode bloedcellen.
Een oligomeer kan niet alleen bestaan uit een covalente verbinding van  simpele eenheden, maar ook uit een groep eiwitmoleculen die samen een niet-covalent complex vormen.
Als het exacte aantal eenheden van groot belang is, wordt vaak niet van een oligomeer gesproken, maar wordt een specifiekere naam gebruikt die refereert aan het juiste Griekse telwoord: trimeer (3 eenheden), tetrameer (4), pentameer (5), hexameer (6), heptameer (7), octameer (8) en zo verder.
Naast een oligomeer bestaan ook de termen dimeer en polymeer, die respectievelijk verwijzen naar moleculen of complexen die uit twee en veel eenheden bestaan.